# STS-111
STS-111 est la dix-huitième mission de la navette spatiale Endeavour et la quatorzième mission d'une navette américaine vers la Station spatiale internationale (ISS).

## Équipage
- Kenneth D. Cockrell (5), commandant  États-Unis
- Paul S. Lockhart (2), pilote  États-Unis
- Franklin Chang-Diaz (7), spécialiste de mission  États-Unis
- Philippe Perrin (1), spécialiste de mission  France du CNES

### Membres d'équipage pour l'ISS
- Valery G. Korzun (2), commandant de l'ISS  Russie de la RSA
- Peggy A. Whitson (4), ingénieur de vol ISS  États-Unis
- Sergueï Trechtchiov (1), ingénieur de vol  Russie de la RSA

### Membre d'équipage de retour de l'ISS
- Yuri I. Onufrienko (2), commandant de l'ISS  Russie de la RSA
- Carl E. Walz (4), ingénieur de vol ISS  États-Unis
- Daniel W. Bursch (4), ingénieur de vol ISS  États-Unis

Le chiffre entre parenthèses indique le nombre de vols spatiaux effectués par l'astronaute, STS-111 inclus.

## Paramètres de la mission
- Masse :
  - Navette au lancement : 116 523 kg
  - Navette à vide : 99 385 kg
  - Chargement : 12 058 kg
- Périgée : 349 km
- Apogée : 387 km
- Inclinaison : 51,6°
- Période : 91,9 min

### Amarrage à la station ISS
- Début : 7 juin 2002, 16 h 25 min UTC
- Fin : 15 juin 2002, 14 h 32 min UTC
- Temps d'amarrage : 7 jours 22 heures 7 minutes

### Sorties dans l'espace
- Chang-Diaz et Perrin  - EVA 1
- Début de EVA 1 : 9 juin 2002 - 15 h 27 UTC
- Fin de EVA 1 : 9 juin 2002 - 22 h 41 UTC
- Durée : 7 heures, 14 minutes

- Chang-Diaz et Perrin  - EVA 2
- Début de EVA 2 : 11 juin 2002 - 15 h 27 UTC
- Fin de EVA 2 : 11 juin 2002 - 22 h 41 UTC
- Durée : 7 heures, 14 minutes

- Chang-Diaz et Perrin  - EVA 3
- Début de EVA 3 : 13 juin 2002 - 15 h 16 UTC
- Fin de EVA 3 : 13 juin 2002 - 22 h 33 UTC
- Durée : 7 heures 17 minutes

## Objectifs
Mission d'assemblage de l'ISS (chariot mobile du bras robotique).
STS-111, en plus de fournir du matériel, a permis la rotation des équipages à bord de la Station spatiale internationale, remplaçant les trois membres de l'Expédition 4 (1 Russe, 2 Américains) pour les trois membres de l'Expédition 5 (2 Russes, 1 Américain).
Le Multi-Purpose Logistics Module (MPLM) emportait des racks destinés aux expériences et trois racks de rangement et de réapprovisionnement de la station. La mission a également installé un composant du bras Canadarm 2 appelé Mobile Base System (MBS) sur le Mobile Transporter (MT), qui a été installé au cours de la mission STS-110. Cela a donné au bras mécanique la capacité de se déplacer de son attache sur le laboratoire américain Destiny pour évoluer le long de la poutre afin de travailler sur d'autres sites.
STS-111 était le dernier vol d'un astronaute du CNES, l'agence française ayant dissous son groupe astronaute et les a transférés à l'ESA.

### Liste des sorties extravéhiculaires
|     | Mission       | Astronautes                            | Début - UTC        | Fin - UTC          | Durée      | Mission                                                     |
| --- | ------------- | -------------------------------------- | ------------------ | ------------------ | ---------- | ----------------------------------------------------------- |
| 39. | STS-111 EVA 1 | Franklin R. Chang-Diaz Philippe Perrin | 9 juin 2002 15:27  | 9 juin 2002 22:41  | 7 h 14 min | Attacher le Power et le Data Grapple Fixture à la poutre P6 |
| 40. | STS-111 EVA 2 | Franklin R. Chang-Diaz Philippe Perrin | 11 juin 2002 15:27 | 11 juin 2002 22:41 | 5 h 00 min | Attacher le Système de base mobile au Mobile Transporter    |
| 41. | STS-111 EVA 3 | Franklin R. Chang-Diaz Philippe Perrin | 13 juin 2002 15:16 | 13 juin 2002 22:33 | 7 h 17 min | Remplacer l'articulation du poignet de Canadarm 2           |